# زمین‌لرزه ۱۹۲۵ کانادا
زمین‌لرزه کانادا  در تاریخ ۱ مارس ۱۹۲۵ میلادی، برابر با ‎۱۰ اسفند ۱۳۰۳، ساعت ۰۲:۱۹:۲۰ به زمان یوتی‌سی در کانادا رخ داد.ژرفای این زلزله ۱۰ کیلومتر بود. بزرگی آن ۶٫۲ در مقیاس Mw بدست آمده‌است.
بیشینهٔ شدت آن در مقیاس مرکالی، VIII (Destructive) اعلام شده‌است.